# 鸟击

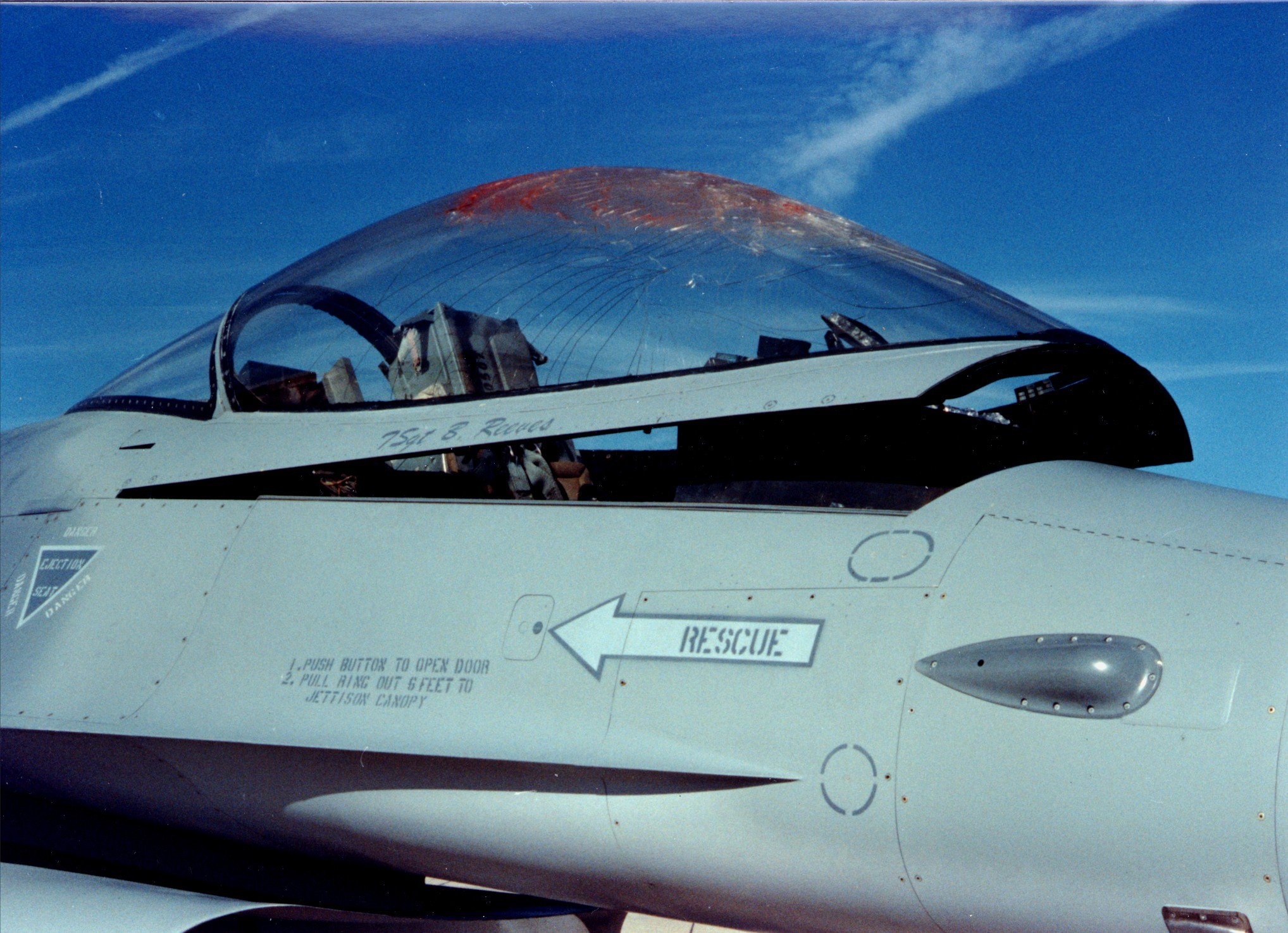
遭到鸟击后的F-16战斗机

鸟击，或称鸟撞、撞鳥，航空界俗稱吸鳥。此指鸟类与飞行中的飛機、高速运行的火车、汽车等发生碰撞，造成意外的事件。飞机起飞和降落过程是最容易发生鸟击的阶段，超过90%的鸟击发生在机场和机场附近空域，50%发生在低于30米的空域发生，仅有1%发生在超过760米的高空。
在飞机出现以前，没有高速人造飞行器，鸟类在空中的飞行与人类的活动互相没有重叠，不会造成危害，飞机的出现使得情况发生变化。由于飞机飞行速度快，与飞鸟发生碰撞后常造成极大的破坏，严重会造成飞机的坠毁，目前鸟击是威胁航空安全的重要因素之一。在中国由于鸟击原因造成的事故征候也已占事故征候总数的1/3，在美国由于鸟击造成的经济损失高达每年6亿美元；自1988年以来，由于鸟击引起的坠机事故已经造成超过190人死亡。
除了飞机以外，火箭、航天飞机等人造飞行器也有可能与飞鸟发生碰撞而引发事故。另外随着高速铁路技术的发展，鸟与火车的碰撞也被列为需要防範的事故之一。除了交通工具外，另有高速運行雲霄飛車上的乘客撞到雀鳥受傷的記錄。

## 鸟击的原因

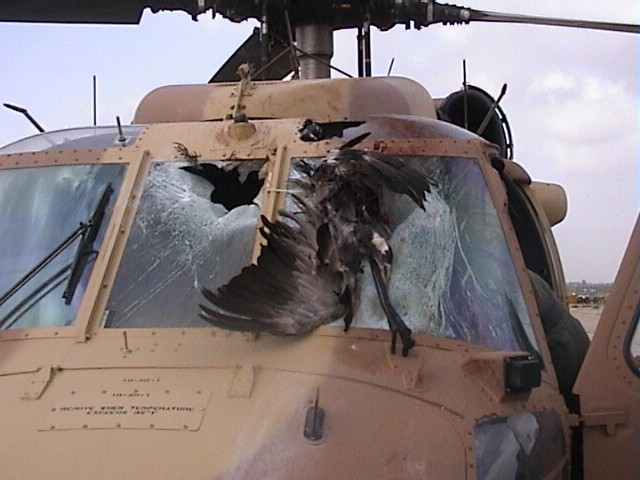
以色列國防軍UH-60

发生鸟击的原因是多方面的，机场的选址一般都是远离城市中心的城郊，周围人类建设和活动较少，常常存在鸟类栖息繁殖的场所；其次机场内建筑多开阔平坦，由于人类活动的影响气温、地温较高，许多机场还建有草坪，造成机场区域内昆虫、鼠类、野兔、植物生长旺盛，生物量较高，为不同生态位的鸟类提供充足的食物；第三，随着机场的建设和运营，临近机场的区域常常形成新的社区，人类活动增加，将这一区域的鸟类驱赶到相对平静的机场区域；最后空旷开阔的机场常常成为一些候鸟迁徙之前的聚集地或者迁徙途中的落脚点。这些因素综合起来造成在机场附近的近地空域，鸟类的活动与飞机的起降形成交叉，从而导致鸟击事件的发生。
在飞行器方面，高速度是导致鸟击的重要原因，高速度使得绝大多数鸟类无法躲避飞行中的飞机；另外喷气式飞机进气口强大的气流常会将飞过的鸟类吸入发动机，造成鸟击事件。

## 鸟击的破坏
大部分鳥類的特徵都是体形小、重量轻，因此鸟击所造成的破坏主要来自飛機的速度而非鸟类本身的重量。随着航空技术的发展，飛機的速度不断提高，一些战斗机的速度甚至可以达到数倍音速。根据动量定理，一隻0.45公斤的鸟与时速80公里的飞机相撞，会产生1500牛顿的力，与时速960公里的飞机相撞，会产生21.6万牛顿的力，飛機的高速使鸟击的破坏力达到惊人的程度。鸟击对飞機的破坏与撞击的位置有密切的关系，导致严重破坏的撞击主要集中在导航系统和动力系统。
飞機的导航系统大多位于前部，包括雷达、电子导航设备、通讯设备等，此外飛機師面前的擋風玻璃对于引导飞机的起降也攸關重要。由于导航的需要，这些儀器的防护罩包括擋風玻璃机械强度大多较飛機其他部位弱，更容易在受到鸟击后损坏，导致飛機失去导航系统的指引，在起降过程中发生意外。
鸟击对飛機动力系统造成的破坏更为直接。对于螺旋桨飞机，鸟击会导致桨叶变形乃至折断，使得飞机动力下降；对于喷气式飞机，飞鸟常常会被吸入引擎，将涡轮引擎的扇叶变形，或者卡住引擎，使引擎停机甚至起火。鳥擊对飛機动力系统的破坏或会直接导致飞机失去动力坠毁。
除了导航系统和动力系统，鸟击还会对飛機的其他部分造成破坏，如机翼、尾舵、表面喷漆等，有报道认为，发现号穿梭機在发射时受到鸟击是造成其表面隔热材料脱落的主要原因。

## 預防鸟击的方法
預防鸟击是希望减少鸟类活动与飞機起降時重叠，对航空安全非常重要。
被动的鸟击預防主要是观察機場周圍的雀鳥。在机场建设之初就需要評估該地的生态环境，尽量避免在雀鳥栖息地和迁徙补给地附近興建机场。控制塔和空中交通管制部门须時刻監察机场地面和上空的鸟类活动情況，遇到大量鸟类聚集和活动时，需关闭跑道、停止飞机升降、要求飞机起飛時提升高度，从而减少发生鸟击的機會。现在監察鳥類主要依靠目视和雷达，一些机场在自动终端情报服务中加有鸟類通报，以指导機師避開鸟类活动範圍。機師在起降过程中也须注意觀察，避免起飛或降落時於雀鳥發生撞擊。
主动的鸟击防治主要是驱赶鸟类离开机场空域，驱赶的方式主要是恐吓、破坏栖息环境和迁移栖息地。

### 恐嚇
恐吓是最简单和最直接的驱赶雀鳥方式。比较流行的有煤气炮、恐怖眼、录音驱鸟、猎杀、豢养猛禽和驅鳥彈等方法。
煤气炮在许多机场都有配备，是一种以煤气为燃料的爆炸装置，机场地面工作人员定时燃放煤气炮，发出巨大声响，以驱走鸟类，但是长期使鸟类會对其声响逐漸適應，影响驱赶效果。
恐怖眼是绘制有巨大眼睛图案的气球，由于鸟类对眼睛图案比较敏感，随风飘舞的恐怖眼会有良好的驱赶效果，但是长期使用恐怖眼同样面對雀鳥適應的问题。
录音驱鸟使用配有高音喇叭的汽车播放猛禽的鸣叫或鸟类受到虐待时凄厉叫声的录音，雀鳥受到录音的刺激会很快逃离，这种驱鸟方式受到地域的限制，必须使用本地鸟类的录音才会有较好的驱赶效果。
猎杀是最原始的驱鸟方式，非常有效，长期的猎杀会有效控制鸟类数量，但基於于伦理和生态保护的原因獵殺遭到较多人的反對。
豢养猛禽是一种以鸟治鸟的方式，在机场人工驯化和饲养一定数量的猛禽，定时放飞令野生鸟类感受到威胁，从而离开机场，豢养较大形的猛禽不仅可以驱赶鸟类，还能够捕杀生活在机场的哺乳动物，减少食物的供应同样能够驱使鸟类离开机场，在欧洲、北美、俄罗斯的一些机场，豢养猛禽驱赶鸟类都有明顯成效。
雷射光驅鳥，可以用鳥類眼睛對特定光波長敏感的特性（通常為綠光），以雷射照射的方式讓鳥類無法接近，並予以驅散。
21世紀起隨著無人機的普及化發展，地面人員除了可操控無人機驅鳥外，也能在無人機加掛超音波發射器、雷射發射器來增強遠距驅鳥效果；另外也有仿造猛禽外觀設計的仿真無人機，來模擬天敵驅鳥。

### 驅鳥彈
驅鳥彈是目前最常見的屬於火光形式，也有伴隨哨音或是爆音的做法，通常是以手槍型的發射器做近距離（30-50公尺）的射擊，現階段也有使用霰彈槍作為發射器的驅鳥彈，其射程則可以達到100-150公尺，屬於中距離的彈藥；另有一型CAPA彈藥，也是由手槍型式的發射器來射擊，但因為這型彈藥具有推進藥劑，使得全彈飛行距離可以高達300公尺以上，為長距離的驅鳥彈藥。
近年來有些研究將驅鳥彈藥結合遙控的方式，形成一種區域性的遠距離驅鳥裝備，將有助於機場區域的鳥擊防治。

### 破壞棲地
破坏栖息环境是另一種方法，妥善处理机场及附近社区产生的生活垃圾，投放鼠药和捕鼠器，选择本地鸟类不喜欢的草种树种进行机场的绿化，及时处理机场草坪令雀鳥无法藏身，清理机场附近的湿地、树林等适宜鸟类栖息的环境，以及使用雀鳥厌恶但对环境没有影响的化学制剂，都会令鸟类放弃机场及附近地区作为栖息地，从而减少在机场附近的活动，減低发生鸟击的機會。
迁移栖息地是比较困难的方式，在远离机场的区域，针对造成机场鸟击事故的主要鸟种，建立保护区和栖息地，吸引机场附近的鸟类。在上海，九段沙湿地保护区就成功吸引了原本在浦东国际机场附近栖息的鸟类，减少了该机场的鸟击事故发生率。

### 取締機場周邊養鴿戶
部分的民航機場，如北京首都國際機場、烏魯木齊地窩堡國際機場、台湾桃園國際機場、高雄小港國際機場等地，由於附近居民盛行興建鴿舍以當作賽鴿的據點，大隊鴿群飛行會嚴重影響民航飛機安全，故機場管理單位會劃定禁止興建開放式鴿舍的範圍，並會對違規者處以高額罰金，甚至強制拆遷鴿舍；若鴿舍主人自願配合機場管理當局拆遷者，機場管理當局會核發一部分拆遷補償金給予鴿舍主人。
除了民航機場外，部分的軍用機場也禁止民眾在機場周邊飼養賽鴿以免對軍機起降造成干擾。